# Лозовоярівська сільська рада
| Лозовоярівська сільська рада — колишній орган місцевого самоврядування у Яготинському районі Київської області з адміністративним центром у с. Лозовий Яр. Історична дата утворення: в 1938 році. Сільській раді підпорядковані населені пункти: - с. Лозовий Яр |

## Склад ради
Рада складалася з 14 депутатів та голови.

### Керівний склад ради
| ПІБ                            | Основні відомості                                                         | Дата обрання | Дата звільнення |
| ------------------------------ | ------------------------------------------------------------------------- | ------------ | --------------- |
| Рябенко Анатолій Федорович     | Сільський голова, 1968 року народження, освіта, безпартійний              | 26.03.2006   | 31.10.2010      |
| Ліснянський Леонід Миколайович | Сільський голова, 1976 року народження, освіта вища, член Партії регіонів | 31.10.2010   |                 |

Примітка: таблиця складена за даними джерела